# Estadio Sultan Mohammad IV
El Estadio Sultan Mohammad IV (también nombrado Estadio Sultan Muhammed IV) es un estadio multiusos ubicado en la ciudad de Kota Bharu, estado de Kelantan, Malasia.
Sultán Muhammed IV estadio fue construido en 1967 con el objetivo de proporcionar un campo específico para las actividades deportivas a del estado de Kelantan, principalmente como un campo de fútbol. El estadio fue construido en el sitio de la Asociación de Fútbol de Kelantan, que se encuentra en el corazón de la ciudad de Kota Kinabalu, actualmente cuenta con un aforo de 30 000 personas.
En la actualidad, en el estadio disputa sus partidos el club de fútbol Kelantan FA que disputa la Superliga de Malasia.